# Ivan Kelava
Ivan Kelava, né le 20 février 1988 à Zagreb, est un footballeur croate. Il évolue au poste de gardien de but.

## Carrière en club

### Dinamo Zagreb
Il commença sa carrière dans l'équipe jeunes du Dinamo Zagreb en 1997, avant d'être promu dans l'équipe pro en 2006. Il était alors le quatrième gardien de l'équipe, derrière Filip Lončarić, Ivan Turina, et Tomislav Vranjić. Il joua donc aucun lors de la saison 2006-07.
La saison suivante, il devint le troisième gardien, avec le départ de Turina et Vranjić, et avec l'arrivée de Georg Koch.
Il joua son premier match sous les couleurs du club zagrébois en septembre 2007, lors d'un match de la Coupe de Croatie. Il ne joua cependant son premier match dans le Championnat que le 27 octobre, à cause des blessures des deux autres gardiens, contre le NK Zadar (victoire 2 à 1 du Dinamo).
Il participa à son premier match de la Coupe UEFA, contre le Sparta Prague, puis contre Nijmegen et Tottenham.

### Lokomotiva Zagreb
En août 2009, il est prêté au Lokomotiva, où il était titulaire, et joua 33 matchs de championnat.
Le prêt ne durant qu'un an, il retourne donc au Dinamo à la fin de la saison.

### Retour au Dinamo Zagreb
Il joua son premier match depuis son retour en septembre 2010, contre le Hajduk Split.
Lors de la saison 2011-12, il devint le premier gardien de l'équipe, après une série d'arrêts cruciaux contre Malmö en Ligue des champions.
La saison suivante, il battit son record d'invincibilité, en jouant 951 minutes de jeu sans encaisser le moindre but.

### Udinese
Le 4 juillet 2013, il rejoint l'Udinese pour un transfert d'1 million d'€.
Au départ, il devait rejoindre Grenade, mais il rejoignit le club italien après une grosse blessure de leur gardien, Željko Brkić. Il est prêté en septembre 2014 à Carpi puis en janvier 2015 à Spartak Trnava.

## Équipe nationale
Entre 2004 et 2010, Kelava joue plus de 50 fois avec les sélections nationales de jeunes.
Kelava fait partie de la liste de Slaven Bilić pour participer à l'Euro 2012 mais ne joue aucun match.

## Palmarès
- Championnat de Croatie : 2008, 2009, 2011, 2012 et 2013
- Coupe de Croatie : 2011 et 2012